# Infirmier anesthésiste en France
En France, un infirmier anesthésiste diplômé d'État (IADE) est un infirmier praticien et clinicien spécialisé en anesthésie, réanimation, soins d'urgence et prise en charge de la douleur, garant de la sécurité du patient pendant l'acte opératoire, ainsi que dans des services spécifiques, tels que le service mobile d'urgence et de réanimation (SMUR) ou les services de réanimation.

## Définition
L'IADE est un infirmier praticien responsable, autonome et réflexif, compétent dans le domaine des soins en anesthésie à toutes les phases de la prise en charge (pré, per et post-interventionnelles) ainsi que dans les activités de soins d’urgence, de réanimation et de traitement de la douleur. L’IADE est capable d’analyser les situations de santé, de prendre des décisions dans les limites de son rôle propre, et de mener des interventions seul et en collaboration avec le médecin anesthésiste-réanimateur,.
En anesthésie, il intervient notamment dans les blocs opératoires ainsi qu’en salle de surveillance post-interventionnelle (SSPI, ou salle de réveil). Il exerce au sein d’équipes pluridisciplinaires, dans un cadre réglementaire défini, en collaboration et sous la responsabilité des médecins anesthésistes-réanimateurs au sens de l’article R4311-12 du Code de la santé publique.
Il exerce également dans les services d’urgences où ses aptitudes cliniques et techniques constituent un atout dans les activités de soins pré-hospitaliers des SAMU / SMUR. C'est par exemple le seul professionnel paramédical autorisé à transférer, dans le cadre du SMUR, un patient anesthésié (intubé, ventilé) d'un établissement à un autre, en l'absence d'un médecin. Cette compétence exclusive a été exploitée lors de la pandémie du Covid-19.

## Historique
En 1960, la spécialité d’infirmier anesthésiste est sanctionnée par un certificat d’aptitude aux fonctions d’aide anesthésiste, après une formation d’une durée de 18 mois, avant de passer à 24 mois en 1972. Il est alors dénommé "infirmier spécialisé en anesthésie et réanimation" (ISAR).
Le diplôme d’État est instauré en 1991 avec la dénomination d'"infirmier anesthésiste diplômé d'État" (IADE).
- 1947 : les premiers enseignements officiels de l'anesthésie sont dispensés en France, à Paris. Cet enseignement est commun aux médecins et aux infirmiers
- 1949 : un enseignement particulier est délivré aux infirmiers. Cette formation est sanctionnée par une attestation de fin d'étude
- 1960 : création d'un certificat d'aptitude aux fonctions d'aide anesthésiste sanctionnant une formation de 18 mois
- 1962 : reconnaissance de cette formation comme spécialité
- 1972 : augmentation de la durée de la formation à 24 mois, prérequis de 3 années d'exercice antérieur
- 1988 : création du certificat d'aptitude aux fonctions d'infirmier spécialisé en anesthésie réanimation (CAFISAR)
- 1991 : création du diplôme d'État d'infirmier anesthésiste et création du corps des IADE
- 2002 : publication de l'arrêté relatif à la formation conduisant au diplôme d'État
- 2012 : refonte de la formation sur une maquette universitaire et publication d'un nouvel arrêté de formation[9]
- 2014 : évaluation favorable de l'AERES à la délivrance du grade de master au diplôme d’État sous réserve de corrections[10]

Les années 2020 voient une action militante des IADE pour la reconnaissance de leur formation longue de 24 mois, en plus du diplôme d'infirmier et de l'expérience sur le terrain, et de leurs compétences spécifiques, notamment dans le cadre du développement de la pratique avancée pour les infirmiers (IPA), leur statut se rapprochant plus de l'auxiliaire médical en pratique avancée (AMPA),,.
En 2023, près de 11 000 IADE sont en exercice. Il s'agit le plus souvent d'une infirmière anesthésiste, la profession comptant environ 70 % de femmes.

## Formation
Les études sont organisées en quatre semestres universitaires, à temps plein. Elles comportent des enseignements théoriques fondamentaux et cliniques, et des enseignements pratiques, répartis en unités d'enseignement.
Pour être admis à suivre l'enseignement sanctionné par le diplôme d’état, les candidats doivent :
- être titulaires du diplôme d’État d'infirmier ou de sage-femme (certificat ou autre titre mentionné à l'article L. 4311-3 ou à l'article L. 4311-12 du Code de la santé publique leur permettant d'exercer sans limitation la profession d'infirmier) ;
- justifier de deux années minimum d'exercice, en équivalent temps plein de la profession d'infirmier au 1er janvier de l'année du concours ;
- avoir subi avec succès les épreuves d'admission à la formation, organisées par chaque école[23] ;
- avoir acquitté les droits d'inscription (sauf dans les centres d'instruction relevant du ministère de la Défense) ;
- avoir souscrit par convention l'engagement d'acquitter les frais de scolarité fixés par le conseil d'administration de l'organisme gestionnaire (sauf dans les centres d'instruction relevant du ministère de la Défense).

### Concours d'entrée
Les épreuves de sélection comprennent :
1. Une épreuve écrite et anonyme d'admissibilité de deux heures permettant d'évaluer les connaissances professionnelles et scientifiques du candidat en référence au programme de formation du diplôme d'État d'infirmier ainsi que ses capacités rédactionnelles. Sont déclarés admissibles les candidats ayant obtenu à l'épreuve une note supérieure ou égale à la moyenne ;
2. Une épreuve orale d'admission permettant d'apprécier les capacités du candidat à décliner un raisonnement clinique et à gérer une situation de soins, à analyser les compétences développées au cours de son expérience professionnelle, à exposer son projet professionnel et à suivre la formation. Cette épreuve consiste en un exposé et une discussion avec le jury, précédée d'une préparation de durée identique pour tous les candidats. Une note au moins égale à la moyenne est exigée.

Des admissions « passerelles » sont possibles dans la limite de 5 % de la capacité d'accueil de l'école pour les titulaires du diplôme d’État de sage-femme, les étudiants ayant validé la troisième année du deuxième cycle des études médicales et les titulaires d'un diplôme d’État d'infirmier et d'un diplôme reconnu au grade de Master. Ces candidats sont dispensés des épreuves d'admission. Ils sont sélectionnés sur dossier et entretien par un jury. Ils peuvent être dispensés de la validation d'une partie des unités d'enseignement par le directeur de l'école, après avis du conseil pédagogique, et sur comparaison entre la formation suivie par les candidats et les unités d'enseignement du diplôme d’État d'infirmier anesthésiste. Des compléments de formation peuvent être proposés en fonction du cursus antérieur du candidat.

### Etudes en école d'infirmier anesthésiste (EIADE)
Il existe 28 écoles préparant au diplôme d’État. Il s'acquiert par l'obtention des 120 crédits européens correspondant à l'acquisition des 7 compétences du référentiel : 60 crédits européens pour les unités d'enseignement et 60 crédits européens pour la formation pratique en stage. Chaque compétence s'obtient de façon cumulée :
- par la validation de la totalité des unités d'enseignement en relation avec la compétence ;
- par l'acquisition de l'ensemble des éléments de la compétence évalués lors des stages.

La validation des unités d'enseignement est attestée par un jury semestriel. Chaque semestre, le responsable pédagogique et le formateur responsable du suivi pédagogique présentent au jury les résultats des étudiants afin que celui-ci se prononce sur l'attribution des crédits européens et sur la poursuite du parcours de l'étudiant. Lors du dernier semestre, les résultats sont présentés au jury, lequel décide de présenter ou non l'étudiant infirmier anesthésiste devant le jury d'attribution du diplôme d’État.

### Développement professionnel continu
La formation s'actualise en cours de carrière, les techniques étant en permanente évolution. L'attestation de formation aux gestes et soins d'urgence de second niveau (AFGSU 2) est réactivée tous les quatre ans. L'Agence nationale du développement professionnel continu donne des orientations prioritaires dans ses fiches de cadrage, par exemple la fiche n°258, "L'échographie des veines et/ou artères des membres supérieurs" en 2023. Les protocoles du MAPAR sont une ressource essentielle.

## Lieux d'exercice
Les enseignements cliniques et théoriques permettent à l'IADE d'analyser, de gérer et d'évaluer les situations dans son domaine de compétence et d'intervenir afin de garantir la qualité et la sécurité des soins. Il concourt aux activités de diagnostic et de traitement en anesthésie réanimation, et développe une culture de prévention en lien avec la gestion des risques et la recherche médico-soignante.
Il pratique l’anesthésie selon une stratégie établie par le médecin anesthésiste-réanimateur avec le patient, lors de la consultation d’anesthésie. Dans ce cadre défini, il est habilité à induire, conduire et réverser l’anesthésie des patients qui lui sont confiés. La réanimation per-opératoire en autonomie consiste au maintien de l’homéostasie, et à la suppléance des fonctions vitales.
Il exerce des missions d’enseignement auprès des étudiants en santé, dans le cadre de formations d’aptitude à l’emploi et de missions auprès des équipes de soins, notamment en bloc opératoire et dans les unités de réanimation et services d’urgences. Fortement représenté au sein des équipes pédagogiques des centres d'enseignement des soins d'urgence (CESU), il peut y enseigner.

### Services d'urgence médicale

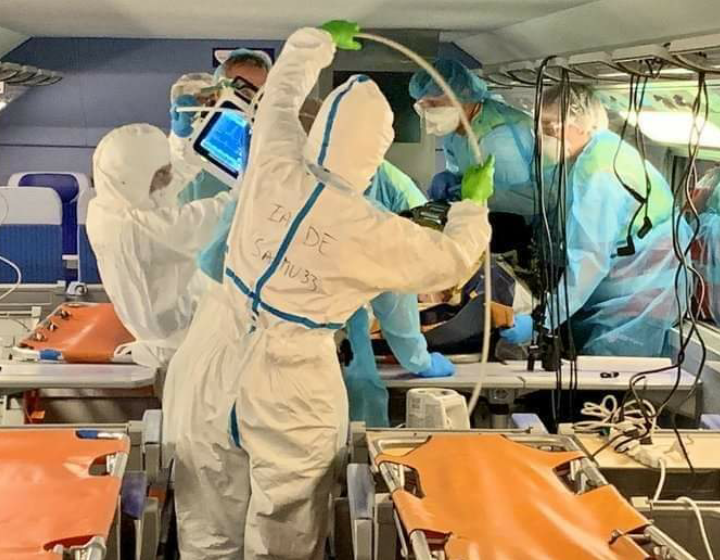
Transport de patient dans un train pendant la pandémie de Covid-19

L'IADE acquiert au cours de sa formation les connaissances et la maîtrise des gestes d’urgence et de réanimation. Il participe à l’accueil hospitalier des urgences (SAU) en assurant des permanences sur place ou par astreintes.
En Service mobile d'urgence et de réanimation (SMUR), et parfois en Service de santé et de secours médical (SSSM), l’IADE assure la maintenance, l’opérationnalité des matériels et la qualité de l’équipement de l’ambulance. Il accomplit, sous la responsabilité du médecin responsable de l’intervention, les soins et les techniques de réanimation et la mise en condition du patient. Il assure la surveillance pendant le transport,. Ses connaissances des techniques d’anesthésie lui permettent de participer à la prise en charge des patients sédatés. Il participe à la liaison avec la régulation du Service d'Aide Médicale d'Urgence (SAMU). Il participe aux plans de secours en cas de catastrophe dans ou hors de son district d’affectation et éventuellement à l’étranger.
Il est à noter que l'article R.4311-12 du Décret no 2004-802 du 29 juillet 2004 relatif aux parties IV et V (dispositions réglementaires) du code de la santé publique et modifiant certaines dispositions de ce code, stipule que « Les transports sanitaires mentionnés à l'article R. 4311-10 sont réalisés en priorité par l'infirmier ou l'infirmière anesthésiste diplômé d’État.»,

### Blocs opératoires
L’approche systémique de l’anesthésie en fait un processus complexe qui commence à la consultation d’anesthésie et se termine à la sortie de la salle de surveillance post-interventionnelle (SSPI). Elle implique la présence continue, auprès du patient, de l’IADE :
L’infirmier anesthésiste diplômé d’État (Iade) joue un rôle important car il intervient dans les trois étapes pré-, per- et postopératoire. Il a un rôle propre au niveau relationnel avec le patient (accompagnement et gestion du stress) et un rôle sur prescriptions pour la gestion de la douleur, le maintien de l’hémodynamique et la surveillance anesthésique peropératoire. Son expertise aussi bien au niveau technique que relationnel est donc primordiale.
La composition de l’équipe d’anesthésie, son importance numérique, la répartition des rôles, la plus ou moins grande autonomie de l’IADE dans le déroulement de l’acte est déterminée par le niveau de complexité de l’intervention projetée, le degré de gravité de la pathologie et l’état antérieur du patient. Toutes ces données sont évaluées par le médecin anesthésiste-réanimateur au cours de la consultation d’anesthésie et mentionnée par lui dans le dossier d'anesthésie du patient.

### Salles de surveillance post-interventionnelles (SSPI)

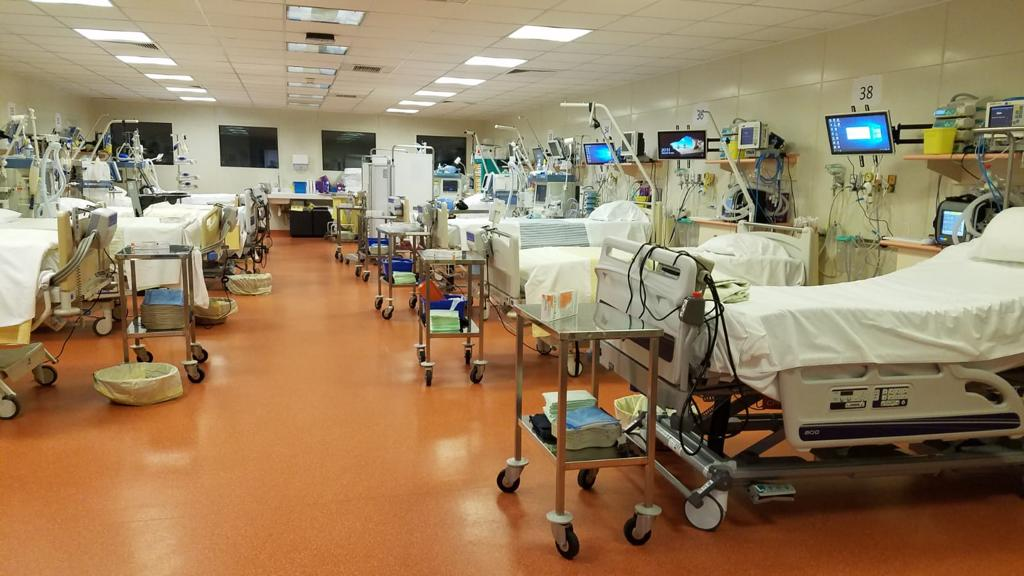
Salle de réveil, ou SSPI

L'IADE assure en SSPI les actes relevant des techniques d’anesthésie. La présence d’au moins un IADE par SSPI est souhaitable. Il accompagne le patient venant du bloc opératoire ou de la salle d’investigation, et s’assure d’un relai à compétence appropriée à l’état du patient. L’IADE de bloc accompagnant le patient fait une transmission détaillée à un(e) infirmier(e) spécialisé(e) ou pas, il participe à l’installation du malade et contrôle avant son départ ses paramètres respiratoires et hémodynamiques, son état de conscience et son niveau de douleur.
L'IADE de SSPI doit être exclusivement affecté à ce site et ne le quitter que si une personne de compétence identique le remplace. En tant qu'infirmier responsable de soins généraux, il doit assurer l'ensemble des soins requis par les patients. En l’absence de médecin anesthésiste-réanimateur permanent de SSPI, l’IADE fait appel de préférence, en cas de survenue d’anomalie, au médecin anesthésiste-réanimateur responsable de l’anesthésie.
Face à une urgence vitale, l’IADE est tenu de mettre en œuvre sans attendre les gestes d’urgence et de survie relevant de sa compétence. Il contribue à l’élaboration de protocoles couvrant ces situations. Il rédige un compte rendu de son intervention destiné au cadre d’anesthésie et au chef de service, et tient informés les médecins de l’unité.

### Services de réanimation
Certains services de réanimation comptent parmi leur effectif un IADE, qui apporte un complément de compétence et peut répondre aux situations d'urgence. Il occupe une fonction de référent pour les soins avancés. Il contribue à la formation des personnels soignants, initie l'élaboration de protocoles et de référentiels de soins. Il développe des procédures d'assurance qualité et est habilité à assurer le transport intra-hospitalier des malades présentant de lourdes pathologies.

## Déroulé d'une anesthésie: rôle de l'IADE

### Préparation du site d’anesthésie

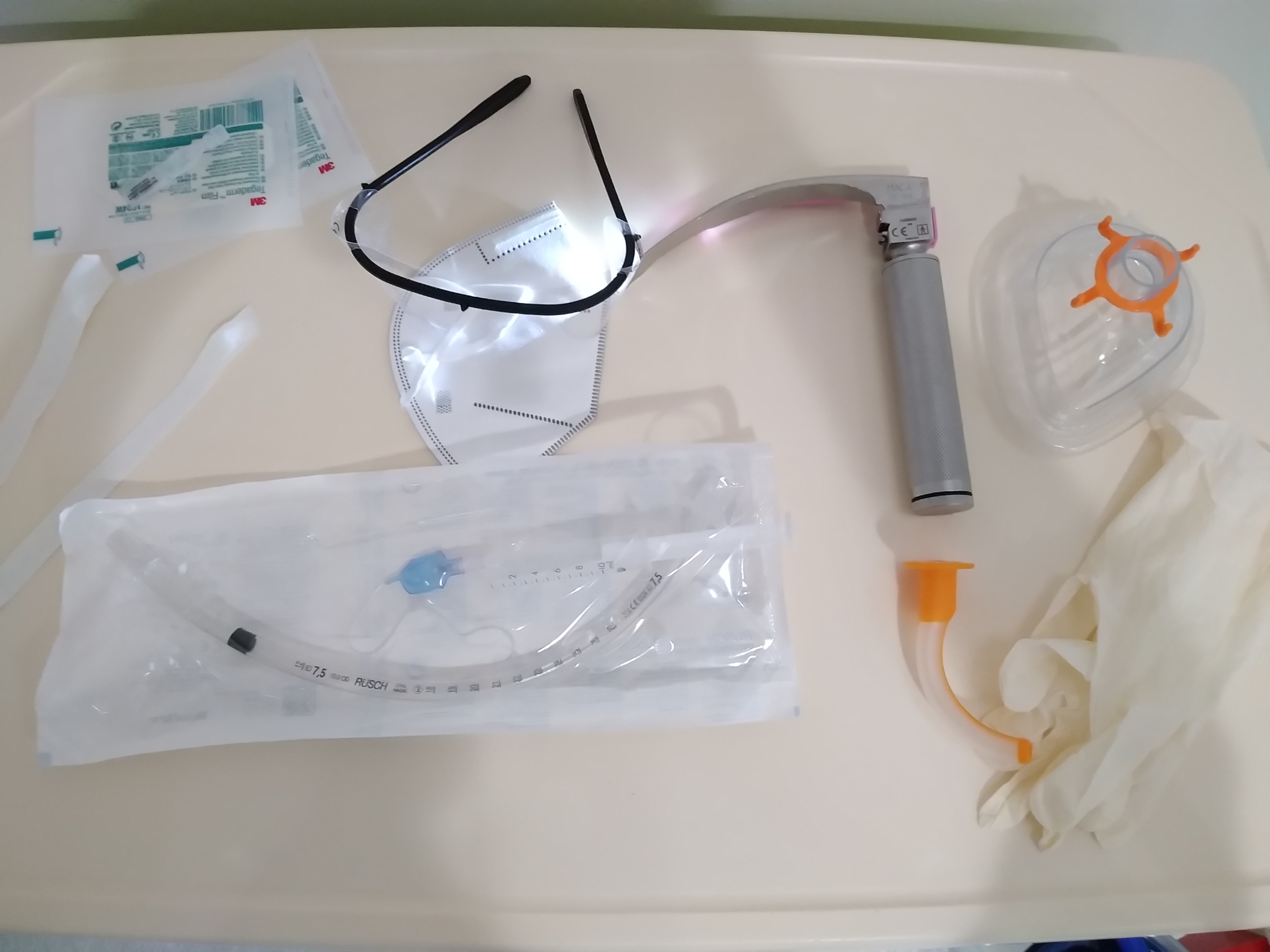
Plateau d'intubation

L'IADE prépare le site d’anesthésie dont il est responsable. Il remplit le registre de traçabilité (check-list). Il rassemble les médicaments nécessaires à l’anesthésie en fonction de l’acte chirurgical et de l’évaluation de l’état du patient faite par le médecin lors de la consultation d’anesthésie.

### Accueil du patient
L’IADE accueille le patient à son arrivée au bloc opératoire ou en site d’investigation. Il lui permet d’exprimer ses besoins fondamentaux, l’informe sur ses actions, répond à ses interrogations, favorise une moindre angoisse, veille à son confort physique et psychologique. Il respecte les procédures de contrôle de l’identité du patient et de la concordance avec les éléments du dossier en vigueur dans le service.

### Période anesthésique
Il pratique ensuite l’anesthésie (induction, entretien, réversion) au regard de l’ensemble de ces éléments et de la stratégie anesthésique déterminée par le médecin anesthésiste avec le patient. Il procède à l’évaluation des éléments cliniques et techniques pour la mise en œuvre de sa mission, si l’état du patient a évolué depuis l’examen médical et si cela est le cas, il en réfère  au médecin anesthésiste réanimateur.

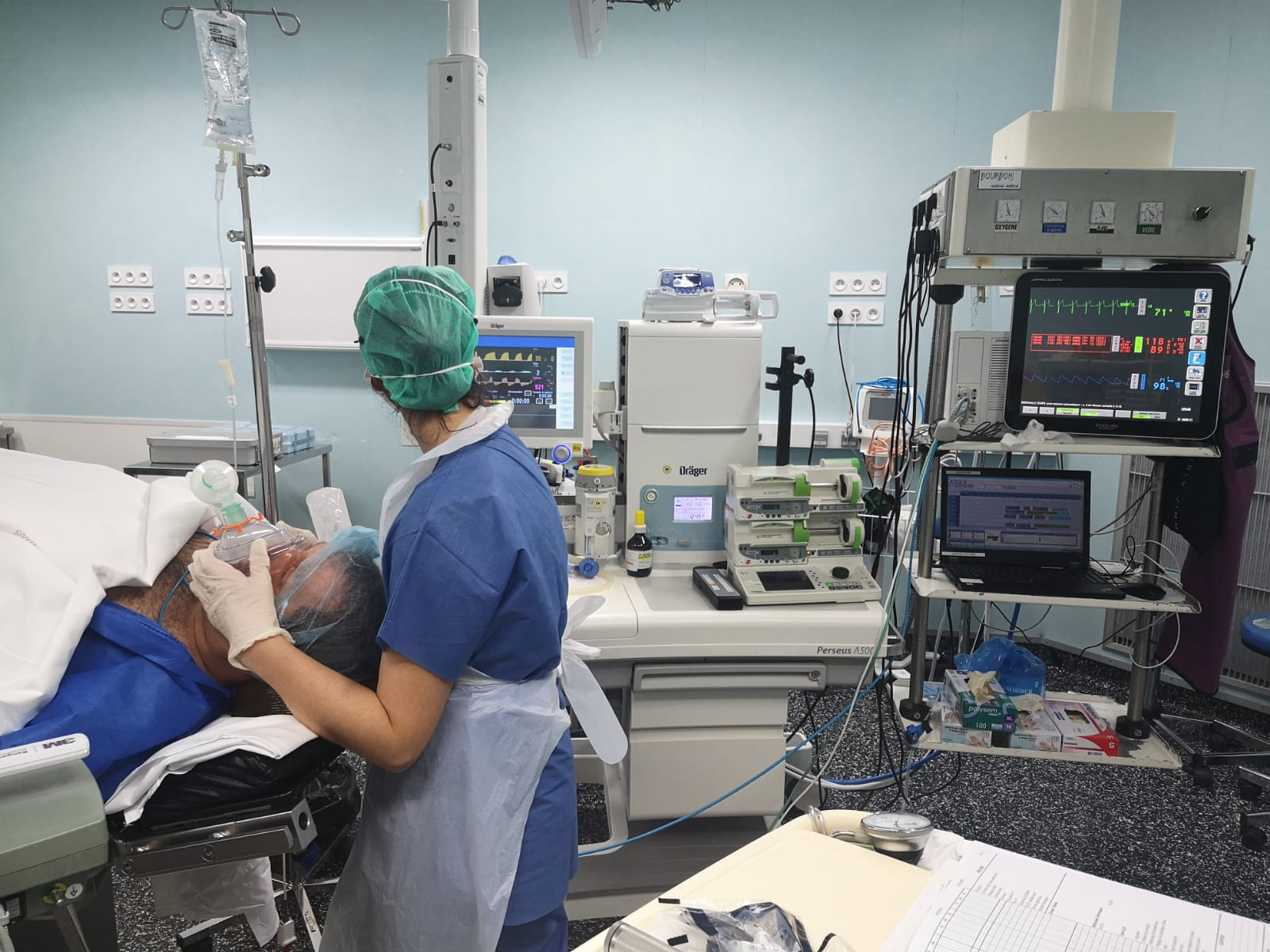
Induction au bloc opératoire

L’infirmier anesthésiste peut, à condition qu'un médecin anesthésiste-réanimateur puisse intervenir à tout moment, procéder à l’induction d’une anesthésie générale, en assurer la surveillance et l’entretien et le prévenir de la survenue de toute anomalie.
Il contrôle les réponses physiologiques et éventuellement psychologiques, interprète et utilise les données obtenues par les systèmes de surveillance invasifs et non invasifs, opère les corrections pour maintenir ou améliorer l’état physiologique du patient. Il enregistre immédiatement et de manière précise toute information pertinente sur la feuille de suivi du patient, et informe le médecin anesthésiste réanimateur de l’état du patient en fin d'intervention. Il apprécie l’état physiologique et éventuellement psychologique du patient et transmet l’ensemble des données au personnel approprié en salle de surveillance post-interventionnelle.

### Anesthésies locorégionales
L’IADE participe à la réalisation des anesthésies locorégionales. Il possède la connaissance du matériel, de la pharmacologie des produits utilisés, de la surveillance, du dépistage et du traitement des complications éventuelles et ceci quelle que soit la technique utilisée. Il est habilité à pratiquer les réinjections dans les différents dispositifs, par exemple pour une péridurale.
L’IADE peut, à l’initiative exclusive du médecin anesthésiste-réanimateur et à condition que celui-ci puisse intervenir à tout moment, pratiquer une anesthésie locorégionale. Il doit en avoir auparavant validé la pratique et en posséder la maîtrise.

### Analgésie obstétricale
L’IADE assure la surveillance et l’entretien de l’analgésie obstétricale en salle de naissance. Après que le médecin anesthésiste réanimateur a posé l’indication et mis en place le dispositif, l’IADE est le seul infirmier habilité à en assurer la surveillance et la continuité.

### Films
- Infirmier(e) anesthésiste : un métier d'excellence, vidéo réalisée par l’équipe des IADE du centre hospitalier universitaire (CHU) de l'Assistance publique - Hôpitaux de Paris (AP-HP) Ambroise Paré, à Boulogne Billancourt (Hauts-de-Seine), publiée par la Société française des infirmiers anesthésistes (SOFIA), 17 avril 2010.
- [En immersion] Avec les infirmiers anesthésistes (IADE) de l'hôpital Tenon, 13 déc. 2019.
- Témoignage d'une infirmière anesthésiste, Centre hospitalier de Niort (Deux-Sèvres), 11 juillet 2022.